# Communauté de communes du Plateau de Gentioux
Die Communauté de communes du Plateau de Gentioux ist ein ehemaliger französischer Gemeindeverband (Communauté de communes) im Département Creuse in der Region Limousin. Er wurde am 15. Dezember 1992 gegründet.

## Mitglieder
- Faux-la-Montagne
- Gentioux-Pigerolles
- La Nouaille
- Saint-Marc-à-Loubaud
- La Villedieu
- Saint-Yrieix-la-Montagne

## Quelle
- Le SPLAF (Website zur Bevölkerung und Verwaltungsgrenzen in Frankreich (frz.))